# پایداری پلاسما

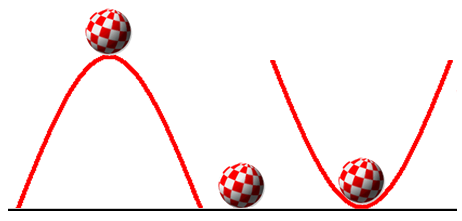
یک توپ که در دره (سمت راست) آرام گرفته، اگر کمی جابجا شود، یا دچار اختلال شود به پایین باز خواهد گشت و به این ترتیب به شکل پویا، پایدار است. لیکن اگر این توپ در بالای تپه (سمت چپ) قرار داشته باشد در صورت آشفتگی از نقطه استراحت خود شتاب می‌گیرد و دور می‌شود و به‌این‌صورت به شکل پویا، ناپایدار است. انواع پلاسما مکانیسم‌های بسیاری دارند که باعث می‌شود آنها را تحت شرایط خاصی در گروه دوم قرار دهد

پایداری پلاسما موضوعی مهم در مطالعات فیزیک پلاسما است. هنگامی که سیستمی حاوی پلاسما در حالت تعادل قرار دارد، این امکان وجود دارد که قسمت‌هایی از پلاسما، تحت تأثیر نیروهای آشفته‌ساز کوچکی که بر آن عمل می‌کند قرار بگیرد. پایداری سیستم تعیین می‌کند که آیا این آشفتگی‌ها، توسعه پیدا می‌کنند، نوسان می‌کنند یا فروکش می‌کنند.
در بسیاری از موارد، می‌توان با پلاسما به عنوان یک مایع برخورد کرد و پایداری آن را نیز با مگنتوهیدرودینامیک (MHD) تجزیه و تحلیل کرد. نظریه مگنتوهیدرودینامیک ساده‌ترین نمود پلاسما است، بنابراین پایداری مگنتوهیدرودینامیک برای دستگاه‌هایی که می‌خواهند به صورت پایدار برای همجوشی هسته ای، به‌ویژه انرژی فیوژن مغناطیسی به‌کار روند امری ضروری است. با این وجود انواع دیگری از ناپایداری‌ها مانند ناپایداری‌های سرعت-فضا در تله‌های مغناطیسی یا سیستم‌های پرتو افکن نیز وجود دارند. همچنین موارد نادری از سیستم‌ها، مثلاً با پیکربندی معکوس شده در میدان، نیز وجود دارند که MHD آنها را ناپایدار پیش‌بینی می‌کند، اما در مشاهدات، احتمالاً به دلیل اثرات جنبشی، به نظر پایدار می‌رسند.

## ناپایداری پلاسما
ناپایداری‌های پلاسما را می‌توان به دو گروه کلی تقسیم کرد:
1. ناپایداریهای هیدرودینامیکی
2. ناپایداریهای جنبشی.

ناپایداری‌های پلاسما همچنین با در نظرگرفتن حالت‌های مختلفی نیز طبقه‌بندی می‌شوند (به عنوان مثال با اشاره به پرتو ذرات):
| حالت (شماره موج عرصه‌ای) | یادداشت                                                       | شرح | حالت‌های شعاعی            | شرح             |
| ----------------------- | ------------------------------------------------------------- | --- | ------------------------ | --------------- |
| m= ۰                    |                                                               | ناپایداری سوسیسی‌شکل: از لحاظ شعاع پرتو، تغییراتی هارمونیک نسبت به فاصله، در امتداد محور پرتو از خود نشان می‌دهد                                | n = ۰                    | توخالی‌شدن محوری |
| m= ۰                    | n = ۱                                                         | ناپایداری سوسیسی‌شکل: از لحاظ شعاع پرتو، تغییراتی هارمونیک نسبت به فاصله، در امتداد محور پرتو از خود نشان می‌دهد                                | شکل‌گیری سوسیسی استاندارد |                 |
| m= ۰                    | n = ۲                                                         | ناپایداری سوسیسی‌شکل: از لحاظ شعاع پرتو، تغییراتی هارمونیک نسبت به فاصله، در امتداد محور پرتو از خود نشان می‌دهد                                | خوشه‌سازی محوری           |                 |
| m= ۱                    |                                                               | ناپایداری‌های سینوسی، پیچشی یا شلنگی: نمایانگر جابجایی‌های عرضی سطح مقطع پرتو بدون تغییر در فرم یا مشخصات پرتویی غیر از موقعیت مرکز جرم آن است. |                          |                 |
| m= ۲                    | حالت‌های انشقاق: منجر به شکافت پرتو به ریسه‌هایی جداگانه می‌شود. | مقطعی بیضوی ایجاد می‌کند |                          |                 |
| m= ۳                    | حالت‌های انشقاق: منجر به شکافت پرتو به ریسه‌هایی جداگانه می‌شود. | مقطعی گلابی شکل ایجاد می‌کند |                          |                 |
| m= ۴                    |                                                               | شامل چهار مارپیچ درهم تنیده‌است |                          |                 |

در بسیاری موارد، پایداری مگنتوهیدرودینامیک بیانگر محدودیت اصلیِ بتا در نتیجه تراکم قدرت همجوشی است. ثبات مگنتوهیدرودینامیک همچنین با موضوعاتی نظیر ایجاد و تداوم پیکربندی‌های خاص مغناطیسی، محصورسازی انرژی و عملکرد حالت پایدار، رابطه‌ای نزدیک دارد.
مشکل اصلی در ادراک و تعمیم محدودیت‌های پایداری به پیکربندی‌های مختلف پلاسما، و توسعه ابزارهایی فعال برای عملکرد قابل اعتماد در نزدیکی آن محدودیت‌هاست. قابلیت‌های پیش‌بینی دقیقی مورد نیاز است که خود به افزودن فیزیک‌های جدیدی به مدل‌های مگنتوهیدرودینامیک موجود نیاز دارد. اگرچه طیف گسترده‌ای از پیکربندی‌های مغناطیسی وجود دارند، فیزیک پشت آنها برای همه مشترک است. ادراک حاصل‌شده در مورد پایداری مگنتوهیدرودینامیک در یک پیکربندی، می‌تواند برای سایر پیکربندی‌ها مفید واقع شود. این امر با صحه‌گذاری بر نظریه‌های تحلیلی، ارائه معیارهایی برای پیش‌بینی قواعد پایداری مگنتوهیدرودینامیک، پیشبرد تکنیک‌های کنترل فعال، حاصل می‌شود.

### ناپایداریهای ایدئال
ناپایداری مگنتوهیدرودینامیک ایدئال که از شیب جریان یا فشار سرچشمه می‌گیرند، سرحد نهایی محدودیت‌های عملیاتی را برای اکثر پیکربندی‌ها نشان می‌دهند. حالت پیچشی طول موج بلند و حالت بادکنکی طول موج کوتاه عموماً به‌خوبی شناخته شده‌اند و قابل پیشگیری هستند.
حالت‌های طول موج متوسط (با n در حدود ۵ تا ۱۰ که به عنوان مثال در پلاسمای حاشیه‌ای توکامک یافت‌می‌شود)، به دلیل ماهیت سنگین محاسباتِ پایداری، کمتر درک شده‌اند. پایگاه اطلاعاتی گسترده توکامک برای محدودیت‌های بتا با محدودیت‌های پایداری مگنتوهیدرودینامیک ایدئال سازگار است، و در حالاتی که پروفایل‌های داخلی پلاسما با دقت اندازه‌گیری شوند، به توافق در محدوده ۱۰ درصدی بتا می‌انجامد. این توافقِ اطمینان‌بخش، محاسبات پایداری ایدئال را در سایر پیکربندی‌ها و همچنین در طراحی نمونه‌های آزمایشی راکتورهای فیوژن، با آسودگی خاطر همراه می‌کند.

## رفع اختلال
ترفندهایی که در قسمت بالا مرور کردیم، ابزاری اصلی برای جلوگیری از اختلال است. با این وجود، در حالت‌هایی که این ترفندها نتوانند از ناپایداری جلوگیری کنند تکنیک‌های مختلفی می‌توانند برای کاهش اثرات اختلال به‌کار آیند. آزمایش‌ها درJT-60U بیانگر کاهش فشارهای الکترومغناطیسی از طریق عملکرد در یک نقطه خنثی برای پایداری عمودی است. حذف قبضیِ انرژی پلاسما با تزریق حباب‌های بزرگ گاز یا گلوله‌های ناخالصی، در آزمایش‌ها توکامک، و همچنین آزمایش‌های جاری در مورد C – Mod , JT – 60U , ASDEX – U و DIII – D، می‌توانند باعث بهبود درک و توانایی پیشگویانه شوند. افشانه‌های کریوژنیک مایع هلیوم، روش پیشنهادی دیگری است که ممکن است برای دستگاه‌های بزرگتر مورد نیاز باشد. تکنیک‌های توسعه‌یافته برای تخفیف اثر ناپایداری در توکامک می‌تواند مستقیماً در سایر پیکربندی‌ها نیز به‌کار رود.